# Diario de Alcalá
Diario de Alcalá (1992-2016) fue un periódico local de Alcalá de Henares (Comunidad de Madrid - España) la mayor parte de su existencia era impreso, en su etapa final en formato digital.

## Historia
Se fundó el 21 de agosto de 1992 como diario local impreso. Su director fue Antonio Naranjo. En los últimos años solo mantenía una edición digital y su sociedad editora, Editora Regional de Medios, impulsó varios periódicos digitales semejantes, como El Digital de Madrid (centrado en la Comunidad de Madrid) y DHenares, cuyo ámbito fue la provincia de Guadalajara, y junto con las editoriales de Diariocrítico y Madridiario sostenía la televisión en internet de MDCTV. El 1 de mayo de 2016 el Diario anunció su cierre.